# Sauris auricula
Sauris auricula är en fjärilsart som beskrevs av W. Warren 1895. Sauris auricula ingår i släktet Sauris och familjen mätare. Inga underarter finns listade.